# Croockewit
Croockewit is een geslacht waarvan enkele voorouders aan het begin van de 18e eeuw vanuit Noordrijn-Westfalen (Duitsland) naar Amsterdam kwamen.

## Geschiedenis
De stamreeks begint bij Albert Rhodemann (Rademann) bijgenaamd ‘’Kruckewit.’’ Hij is geboren omstreeks 1640 en overleed op 9 september 1684 in Westerenger (Noordrijn-Westfalen). Albert was getrouwd met Anna Margaretha Niermann, geboren omstreeks 1632 overleden op 3 november 1710 in Westerenger.
Johann Friederich (Jan Frederik) Croockewit (1698-1736), kleinzoon van de stamvader en geboren in Westerenger, was in 1733 in het bezit van een distilleerketel voor suikerwater aan de Schans te Amsterdam. Diens nageslacht richtte in Amsterdam vervolgens verscheidene firma's en NV's op die zich bezig hielden met de raffinage van of handel in suiker. Dit bracht het geslacht rijkdom, en ze begonnen ook bestuursfuncties te krijgen in vele Amsterdamse instellingen. Functies in het openbaar bestuur zouden zij niet gaan bekleden. De familiefirma's bleven tot begin 20e eeuw bestaan.
Het geslacht Croockewit werd voor het eerst in jaargang 9 opgenomen in het genealogische naslagwerk Nederland's Patriciaat. Hierna volgde heropame in de editie 72.

### Wapen
Het familiewapen van de familie Croockewit kan als volgt worden omschreven:
In blauw twee toegewende posthoorns, de mondstukken naar boven, gaande over twee schuingekruiste herderstaven, alles goud. Helmteken: een blauwe vlucht. Dekkeden: blauw gevoerd met goud.